# گروه منصور
گروه منصور (به عربی: مجموعة منصور) شرکت خوشه‌ای مصری است، که در زمینه بازرگانی، واردات خودرو، خرده‌فروشی و توزیع لوازم خانگی فعالیت می‌نماید.
گروه منصور در سال ۱۹۷۵ راه‌اندازی شد و در پی امضای قرارداد با شرکت جنرال موتورز در سال ۱۹۸۳ و تأسیس شرکت جنرال موتورز مصر اقدام به واردات خودروهای این شرکت به مصر، امارات متحده عربی، غنا، کنیا و روسیه نمود. این گروه در حال حاضر نمایندگی انحصاری توزیع محصولات شرکت‌های ماک، ایسوزو، سوزوکی، اوپل، کاترپیلار و شورولت، همچنین مدیریت شعبه‌های مک‌دونالدز و نیز فروش محصولات اچ‌پی، میشلن، دل، کرفت فودز و سامسونگ را در کشور مصر در اختیار دارد.
دفتر مرکزی گروه منصور در شهر اسکندریه، مصر قرار دارد. کلیه سهام این شرکت متعلق به خانواده منصور می‌باشد.